# 扎特夏 (札波羅熱州)
47°41′14″N 36°19′13″E / 47.68722°N 36.32028°E
扎特夏（烏克蘭語：Затишшя）是位於烏克蘭東南部的村莊，由扎波羅熱州波洛希區的胡利艾波萊市鎮負責管轄。該村面積0.39平方公里，海拔高度136米，2001年人口87，人口密度每平方公里223.1人。